# Tuba Büyüküstün
Tuba Büyüküstün est une actrice turque, née le 5 juillet 1982.

## Biographie
Tuba Büyüküstün est née le 5 juillet 1982 à Istanbul.

### Formation
Tuba Büyüküstün est diplômée de l'Université des beaux-arts Mimar-Sinan d'Istanbul.

### Actrice

#### Les années 2000
En 2005, elle entame une carrière d'actrice avec le rôle de Aysun dans Babam ve Oğlum de Çağan Irmak.
Jusqu'en 2006, elle incarne Filiz Tekiner (en arabe لميس أبو شعر, Lamiss Abu Shaar) dans la série Sanawat Dayaa (Ihlamurlar Altında (tr), سنوات الضياع, Les années perdues) de Aydın Bulut. L'engouement pour cette série, suivie par trente-neuf millions de femmes dans le monde oriental, génère des retombées économiques favorables au tourisme à Istanbul et à la balance extérieure de la Turquie.
Elle interprète Zeynep Erez, l'assistante du proviseur d'un lycée où cinq jeunes doivent passer L'Exam (Sınav (en)) d'entrée à l'université, dur comme un ÖSS (en) : reste à voler les sujets et avoir confiance en la force intérieure du professionnel Jean-Claude Van Damme (Charles), une comédie d'Ömer Faruk Sorak.
De 2007 à 2009, elle est Asi Kozcuoğlu dans la série éponyme Asi qui assoit sa notoriété en Turquie, au Liban et dans le monde arabe où la série est distribuée dans soixante-sept pays. Elle connaît une certaine popularité en Grèce, Égypte et au Maroc. La série est nommée pour le prix de l'audience dans la catégorie feuilletons, telenovelas et soap operas au 51e festival de télévision de Monte-Carlo.

#### Les années 2010
En 2010 et 2011, elle interprète Hasret dans la série Gönülçelen.
En 2013, elle revient dans la série 20 Dakika (20 Minutes).
En 2014, Tuba Büyüküstün est la première actrice turque à être nommée aux International Emmy Awards, dans la catégorie meilleure actrice pour son rôle de Melek Halaskar dans 20 Dakika.
En 2015, Elle joue le rôle de Elif Denizer dans la série Kara Para Aşk avec l'acteur Engin Akyürek (commissaire Ömer Demir). Elle gagne le prix du meilleur rôle féminin par l'association des journalistes de radio et télévision (RTGD (tr)) à Ankara.
Selon le sondage pour MBC4, elle est l'actrice la plus célèbre du monde oriental turc et arabe. Elle est classée par Top Beauty World à la 17e place des femmes les plus belles du monde.
Au Vatican, à l'université pontificale urbanienne, elle est élue meilleure actrice à la 14e cérémonie des prix internationaux Giuseppe Sciacca.
En 2016, avec son rôle de Elif Denizer dans Kara Para Aşk (Aşk comme amour), elle gagne le prix du meilleur jeu féminin dans une série lors de la cérémonie du prix de la jeunesse en Turquie. Dans Cesur ve Güzel, Kivanc Tatlitug est Cesur, le brave tandis qu'elle est la belle Sühan.
En 2017, elle est membre du jury du festival du film asiatique à Los Angeles. Elle reçoit le prix Miracle Makers à la 44e cérémonie des Pantene Golden Butterfly Awards à Istanbul.
En 2018, elle interprète Ahra dans Daha (More, Davantage) de Onur Saylak qui gagne le prix du meilleur film au festival du film East End (en) à Londres.

### Mannequin
En 2010, elle fait des campagnes pour Pantene Moyen-Orient,.
En 2012, elle est en couverture du Elle Turquie.
En 2013, elle devient l'égérie des bijoux Arté Madrid.
Tuba Büyüküstün est photographiée par Giovanni Squatriti pour l'éditorial Turkish Delight du Elle Arabia au manoir Sait Halim Pacha (tr), quartier Yeniköy (tr), district Sarıyer d'Istanbul.
En 2014, elle apparaît dans le Vogue Turquie.
En 2016, un éditorial Vogue lui est consacrée.

### Vie privée
De 2011 à 2017, elle est mariée avec l'acteur Onur Saylak. Elle a deux enfants, des jumelles qui se prénomment Maya et Toprak. Ils divorcent en 2017.

### Vie publique
Elle est ambassadrice du Fonds des Nations unies pour l'enfance, et participe à la campagne No lost People pour soutenir notamment les réfugiés syriens du camp de Zaatari (مخيم الزعتري) en Jordanie.

## Distinctions

### Récompenses
- 2015 : meilleure rôle féminin dans Kara Para Aşk par l'association des journalistes de radio et télévision (RTGD), Ankara
- 2015 : meilleure actrice à la 14e cérémonie des prix internationaux Giuseppe Sciacca, Vatican
- 2016 : meilleur jeu féminin dans la série Kara Para Aşk à la cérémonie des prix de la jeunesse turque, Istanbul
- 2017 : miracle Makers à la 44e cérémonie des Pantene Golden Butterfly Awards, Istanbul

### Nominations
- 2014 : meilleure actrice aux International Emmy Awards

## Filmographie

### Longs-métrages
- 2004 : Gülizar (tr) : Gülizar
- 2005 : Babam ve Oğlum : Aysun
- 2005 : Aşk Yolu : Deniz
- 2006 : Sınav (en) : Zeynep Erez
- 2010 : Yüreğine Sor (tr) : Esma
- 2015 : Rüzgarın Hatıraları (tr) : Aram'ın Annesi
- 2016 : İstanbul Kırmızısı : Neval
- 2018 : Daha (More, Davantage) de Onur Saylak : Ahra

### Télévision
- 2003 : Sultan Makamı (tr) : Nesrin
- 2005 : Çemberimde Gül Oya (tr) depuis 2004 : Zarife
- 2006 : Ihlamurlar Altında (tr) de Aydın Bulut, depuis 2005 : Filiz Tekiner en turc, Lamiss (لميس) Abu Shaar en arabe
- 2009 : Asi depuis 2007 : Asi Kozcuoğlu
- 2011 : Gönülçelen depuis 2010 : Hasret
- 2013 : 20 Dakika : Melek Halaskar
- 2015 : Kara Para Aşk depuis 2014 : Elif Denizer
- 2017 : Cesur ve Güzel depuis 2016 : Sühan
- 2020 : L'Essor de l'Empire ottoman : Mara Branković
- 2021 : Sefirin Kizi : Mavi
- 2022 : "Zeytin Ağacı" (Sur le chemin de l'olivier) (Série NETFLIX) : Ada